# محمد البريكي (شاعر)
محمد عبد الله البريكي هو شاعر وإعلامي إماراتي، يعمل مديرًا لبيت الشعر بالشارقة ومديرًا لمهرجان الشارقة للشعر العربي، ومدير تحرير مجلة القوافي.

## سيرة موجزة
عمل البريكي مراسلًا وصحفيًا لعدة صحف عربية، وسكرتيرًا لتحرير ملحق الاتحاد "شعر وفن" في الفترة من يوليو 2003 إلى أغسطس 2004، ومديرًا لتحرير مجلة وجود الإماراتية بين عامي 2004 و2007، ومديرًا فنيًّا لمركز الشارقة للشعر الشعبي في الفترة من نوفمبر 2008 إلى يونيو 2012.
وفي الإعلام المرئي، عمل البريكي مشرفًا ومعدًا ومقدمًا للبرامج في قناة نجوم القصيد منذ سنة 2006، وقدم برنامج "واحة القصيد" على قناة الواحة سنة 2012، وبرنامج "ديوان العرب" على قناة الشارقة الفضائية، كما كتب العديد من مقدمات البرامج التلفزيونية، ومنها الفوازير الرمضانية.
حصل البريكي على دورة في الأدب الشعبي من مركز التراث الشعبي لدول الخليج العربي بالدوحة سنة 2002، وكان محاضرًا في ورشة فن الشعر والعروض لعدة سنوات في بيت الشعر بالشارقة، الذي تولى إدارته لاحقًا في سنة 2012 خلفًا للشاعر والأكاديمي العراقي الدكتور بهجت الحديثي، وهو كذلك مدير مهرجان الشارقة للشعر العربي، ومدير تحرير مجلة "القوافي" الشهرية المعنية بالشعر وقضاياه.
شارك البريكي في العديد من المهرجانات الشعرية العربية، وتولى التحكيم في عدة مهرجانات لشعر الفصحى والشعر النبطي، من أبرزها تحكيم عدة دورات من جائزة الشارقة للإبداع العربي (مجال الشعر)، وتحكيم عدة دورات من جائزة البردة، وتحكيم مهرجان الشعر العماني في دورتيه الأولى والرابعة، وتحكيم جائزة الشيخ راشد بن حميد النعيمي سنة 2016، وتحكيم جائزة أفضل كتاب اماراتي في مجال الشعر العربي الفصيح للدورة السابعة والثلاثين من معرض الشارقة الدولي للكتاب، وتحكيم عدة دورات من مسابقة فارس الشعر، وتحكيم مسابقة شاعر عكاظ في دورتي 2019 و2021، وتحكيم برنامج شاعر الشعراء في دورته الأولى سنة 2007 في الجمهورية العربية السورية.
تُرجمت بعض قصائد البريكي إلى عدة لغات منها الفرنسية والإسبانية، على يد الشاعرة والمترجمة المغربية عزيزة رحموني، والمترجمة التونسية هاجر كافي والمترجمة المصرية الدكتورة منار فتح الباب.

## أعماله المنشورة
أصدر البريكي عدة مجموعات من شعر الفصحى والشعر النبطي، وله دراسات نقدية حول الشعر وقضاياه، فضلًا عن مجموعة من الكتب الخاصة بمهرجان الشارقة للشعر العربي. وقد اختيرت قصائد له ضمن المناهج التدريسية.

### شعر فصحى
- بيت آيل للسقوط (2012)، عن دائرة الثقافة والإعلام في الشارقة.[10]
- بدأت مع البحر (2015)، كتاب دبي الثقافية رقم 122 (فبراير 2015).[11]
- عكاز الريح (2019)، عن دائرة الثقافة والإعلام في الشارقة.[8]
- الليلُ سيتركُ بابَ المقهى (2021)، عن دار موزاييك للدراسات والنشر.[12][13]
- مدن في مرايا الغمام (2022)، عن دار موزاييك للدراسات والنشر.[14]
- متأهباً للعزف (2023)، عن الهيئة المصرية العامة للكتاب، القاهرة.[15]

### شعر نبطي
- زايد (ديوان شعري) إهداء للشيخ زايد بن سلطان آل نهيان.[9]
- همس الخلود
- سكون العاصفة (1999)، عن مطبعة عمان ومكتبتها المحدودة.
- ساحة رقص

### دراسات
- على الطاولة: قراءات في الساحة الشعرية الشعبية (2010)، عن دائرة الثقافة والإعلام في الشارقة.[16]
- الشارقة غواية الحب الأبدي
- بيوت الشعر مشاهد وإضاءات

## الجوائز والتكريم
- المركز الأول في مسابقة الشيخ سعيد بن زايد آل نهيان الشعرية (2005)[4]
- المركز الثاني في مهرجان الشعر العماني الثالث، عن قصيدة "أنثى البدايات" (2009)[4]
- كُرِّم البريكي في عدة تظاهرات ثقافية، منها:
  - تكريمه في مراكش بالمملكة المغربية (2017)[1]
  - تكريمه في مهرجان القصيد الذهبي في صفاقس بالجمهورية التونسية (2017)[1]
  - تكريمه في مسرح عمون بالأردن "فعالية لأنك تستحق" (أكتوبر 2018)[1]
  - تكريمه من مؤسسة الكرمة وكلية دار العلوم بجامعة القاهرة (2018).
  - تكريمه في أيام قرطاج الشعرية (الدورة الثانية) عن قصيدة قرطاج التي قدمت مغناة في حفل الافتتاح .
- حصل على الدكتوراه الفخرية في مجال الإدارة والعلاقات العامة من الشمال الأميركي للدراسات العليا.[3]
- جصل بيت الشعر تحت إدارته على جائزة الأمير عبد الله الفيصل في دورتها الرابعة (نوفمبر 2022) عن "أفضل مشروع لخدمة الشعر".[17]

## دراسات عن شعره
- محمود محمد السعيد أبو زهرة: "تجليات القصة القرآنية في شعر محمد عبد الله البريكي بين الثابت القرآني والانزياح الشعري"، مجلة بحوث كلية الآداب (جامعة المنوفية، مصر، 2021).[18]
- ماجد سعد الله الهذلي: التشكيل الاستعاري في شعر محمد عبد الله البريكي (رسالة ماجستير) (جامعة أم القرى، مكة المكرمة، 2021).[19]
- نعيمة محمد أحمد علي الشحي: القصيدة الحديثة عند الشاعر محمد عبد الله البريكي: دراسة تحليلية نقدية (رسالة ماجستير) (جامعة الشارقة، 2022).[20]
- د. جاسم محمد جاسم: مقتنيات الذاكرة وتأثيث النص: قراءات في شعر محمد البريكي (ماشكي للطباعة والنشر والتوزيع، 2022).[21]
- د. محمد زيدان: التفكير الجمالي في الشعر المعاصر: ديوان عكاز الريح للشاعر محمد البريكي نموذجاً (مركز الكتاب الأكاديمي، عمّان، 2023).[22]
- رغد ثائر ضامن: جماليات بناء القصيدة في شعر محمد عبد الله البريكي (رسالة دكتوراه) (جامعة تكريت، كلية الآداب، 2023).
- حاتم البيريني: الانزياح التركيبي في شعر محمد عبد الله البريكي.. ديوان بدأت مع البحر نموذجا (رسالة ماجستير) (جامعة حمص، حمص، سوريا، سبتمبر 2023).
- رانية سالم عبد الحسن: التناص في شعر محمد عبد الله البريكي (رسالة ماجستير) (الجامعة العراقية، 2023).[23]
- زهراء جاسم سعد: الاستعارة في شعر محمد البريكي (بحث تخرج)، الجامعة العراقية، 2023).